# 特拉布科崖
76°37′S 118°1′W / 76.617°S 118.017°W
特拉布科崖（英語：Trabucco Cliff）是南極洲的山崖，位於瑪麗伯德地，處於里斯山北端，屬於克拉里山脈的一部分，美國地質調查局根據測量和該國海軍的空中照片繪入地圖，現時由南極條約體系管理。現